# Laurales
Las Laurales son un orden de las fanerógamas (plantas con flores), un grupo basal de las anteriormente llamadas dicotiledóneas, relacionadas con las  Magnoliales.  
El orden tiene cerca de 2500 a 2800 especies con 85 a 90 géneros, con siete familias de árboles y arbustos. Muchas de las spp. son tropicales y subtropicales, con pocos géneros de zona templada.
El más primitivo fósil de Laurales es del Cretáceo temprano. Posiblemente este origen tan antiguo del orden sea una de las razones de su alta divergencia morfológica. Realmente no hay ninguna propiedad morfológica simple que unifique a todos los miembros de las Laurales. Los botánicos buscan la correcta circunscripción del orden, clasificando con análisis moleculares genéticos.
Las siguientes familias se incluyen en el Grupo de Filogenia de las Angiospermas
- Familia Atherospermataceae
- Familia Calycanthaceae
- Familia Gomortegaceae
- Familia Hernandiaceae
- Familia Lauraceae
- Familia Monimiaceae
- Familia Siparunaceae

En el viejo sistema Cronquist, las Laurales incluían grupos de familias ligeramente diferentes (lugar corriente, donde hay diferencias, entre paréntesis):
- Familia Amborellaceae (Orden Amborellales)
- Familia Calycanthaceae
- Familia Gomortegaceae
- Familia Hernandiaceae
- Familia Idiospermaceae (= Calycanthaceae pro parte)
- Familia Lauraceae
- Familia Monimiaceae (Cronquist incluía Atherospermataceae y Siparunaceae en Monimiaceae)
- Familia Trimeniaceae (grupo basal sin ubicación)